# Lucanus atratus
Lucanus atratus es una especie de coleóptero de la familia Lucanidae.

## Distribución geográfica
Habita en Sikkim, Darjeeling y Nepal.